# Pump Tour
Pump Tour fue una gira de la banda de hard rock estadounidense Aerosmith, cual duró doce meses, desde octubre de 1989 hasta octubre de 1990. El álbum soporta al tour fue el segundo multiplatino album Pump, lanzado en septiembre de 1989.

## Preparación
Pump Tour, sucesor de otro exitoso tour, luego del Permanent Vacation Tour. Durante el transcurso de la gira, la banda trazó cuatro Top 40 singles de Pump. Al final de la gira, Pump había vendido cuatro millones de copias, y con el tiempo subieron las ventas a siete millones de copias.
Esta gira fue notable ya que consideraba que el primer regreso de Aerosmith a Europa desde 1977, así como primeras actuaciones en la historia de la banda en Australia. Además, esta gira vio a la banda gira por Norteamérica sobre muchas patas, así como realizar una serie de fechas en Japón. 
La banda hizo realizó actuaciones especiales The Howard Stern Show, Saturday Night Live
Los actos de apertura de este tour incluye Skid Row, Joan Jett, Whitesnake, The Cult, Poison, Warrant, Metallica y The Black Crowes . Algunos de estos actos fueron abridores regulares, mientras que algunos solo se abrió a Aerosmith en los festivales específicos o programas de estudio.
Durante la gira, la banda llegó a conocer a algunos de sus ídolos. Steven Tyler se reunió Mick Jagger entre bastidores en un concierto de los Rolling Stones, la segunda vez que lo había conocido, y la primera vez que lo conocí estando sobrio. Además, la banda se reunió de Robert Plant y Jimmy Page, quien vio a la banda realizar en distintas ocasiones en Inglaterra. En un programa, Page se unió a tocar con la banda Train Kept A-Rollin', y en otra serie, tocó un extenso conjunto con la banda en el Marquee Club de Londres.
Para esta gira, la banda empleó el uso de un avión Citation II privado, que la banda llamó "Aeroforce One". El avión fue utilizado anteriormente por el dictador filipino Ferdinand Marcos. 
En septiembre de 1990, hacia el final de la gira, A & R , John Kalodner comentó que Aerosmith "tal vez es la banda más grande del mundo", pensando "Nadie más es esta bien ahora".

## Fechas del tour[4]

### Primera Etapa:Europa
- 18 de octubre de 1989: Sartory Saele -  Cologne
- 20 de octubre de 1989: Palasport - Florence
- 21 de octubre de 1989: Palatrussardi - Milan
- 24 de octubre de 1989: Le Zénith de Paris - Paris
- 25 de octubre de 1989: Forest National - Brussels
- 27 de octubre de 1989: Stichting Rijnhal Arnhem - Arnhem
- 29 de octubre de 1989: Olympiahalle - Munich
- 30 de octubre de 1989: Carl-Diem-Halle - Würzburg
- 1 de noviembre de 1989: Deutschlandhalle - Berlín
- 2 de noviembre de 1989: Halle Münsterland - Münster
- 4 de noviembre de 1989: Eilenreiderhalle - Hanover
- 5 de noviembre de 1989: Festhalle Frankfurt - Frankfurt am Main
- 7 de noviembre de 1989: Sporthalle - Böblingen
- 8 de noviembre de 1989: Maimarkt-Gelände - Mannheim
- 10 de noviembre de 1989: K.B. Hallen - Copenhague
- 11 de noviembre de 1989: Johanneshovs Isstadion - Stockholm
- 14 de noviembre de 1989: Hammersmith Odeon - London
- 15 de noviembre de 1989: Hammersmith Odeon - London
- 17 de noviembre de 1989: Wembley Arena - London
- 18 de noviembre de 1989: National Exhibition Centre - Solihull
- 19 de noviembre de 1989: National Exhibition Centre - Solihull
- 21 de noviembre de 1989: Newcastle City Hall - Newcastle upon Tyne
- 22 de noviembre de 1989: Livingston Forum - Livingston
- 24 de noviembre de 1989: Nugent Hall - Belfast
- 25 de noviembre de 1989: Point Theatre - Dublin
- 26 de noviembre de 1989: Wembley Arena - London

### Segunda Etapa:Northeastern Norteamérica
- 15 de diciembre de 1989: Charleston Civic Center - Charleston, WV
- 17 de diciembre de 1989: Capital Centre - Landover, MD
- 18 de diciembre de 1989: Wheeling Civic Center - Wheeling, WV
- 20 de diciembre de 1989: Roanoke Civic Center - Roanoke, VA
- 21 de diciembre de 1989: Norfolk Scope - Norfolk, VA
- 22 de diciembre de 1989: Richmond Coliseum - Richmond, VA
- 27 de diciembre de 1989: Springfield Civic Center - Springfield, MA
- 28 de diciembre de 1989: New Haven Coliseum - New Haven, CT
- 30 de diciembre de 1989: Boston Garden - Boston, MA
- 31 de diciembre de 1989: Boston Garden - Boston, MA
- 1 de enero de 1990: Boston Garden - Boston, MA
- 3 de enero de 1990: Ottawa Civic Centre - Ottawa, ON
- 4 de enero de 1990: Montreal Forum - Montreal, QC
- 6 de enero de 1990: SkyDome - Toronto, ON
- 9 de enero de 1990: Springfield Civic Center - Springfield, MA
- 10 de enero de 1990: Glens Falls Civic Center - Glens Falls, NY
- 12 de enero de 1990: Providence Civic Center - Providence, RI
- 13 de enero de 1990: Rochester Community War Memorial - Rochester, NY
- 15 de enero de 1990: Nassau Veterans Memorial Coliseum - Uniondale, NY
- 16 de enero de 1990: Howard Stern Show - New York City, NY (performed "Hangman Jury" and "Angel") (SPECIAL PERFORMANCE)
- 16 de enero de 1990: Broome County Veterans Memorial Arena - Binghamton, NY
- 18 de enero de 1990: Nassau Veterans Memorial Coliseum - Uniondale, NY
- 19 de enero de 1990: Spectrum - Philadelphia, PA
- 21 de enero de 1990: Spectrum - Philadelphia, PA
- 22 de enero de 1990: Brendan Byrne Arena - East Rutherford, NJ
- 24 de enero de 1990: Onondaga War Memorial - Syracuse, NY
- 25 de enero de 1990: Civic Arena - Pittsburgh, PA
- 27 de enero de 1990: Freedom Hall - Louisville, KY
- 28 de enero de 1990: Hersheypark Arena - Hershey, PA